# C.R.A.Z.Y.
C.R.A.Z.Y. — франкоязычный канадский фильм 2005 года, снятый в Квебеке. Он рассказывает историю Зака, молодого человека, который пытается понять свои развивающиеся гомосексуальные чувства, живя в семье с четырьмя братьями и консервативным отцом. Действие фильма происходит в шестидесятых-семидесятых годах в Квебеке. Фильм был срежиссирован и отчасти написан (вместе с Франсуа Булаем) Жаном-Марком Валле. Название фильма состоит из первых букв имён пятерых братьев: Кристиана, Раймона, Антуана, Захари и Ивона, и также имеет отношение к неизменной любви его отца — классической песне «Crazy», исполненной Пэтси Клайн.

## Сюжет
Захари Болье (Марк-Андре Гронден), четвёртый сын в семье отца с «больше чем нормальным уровнем мужских гормонов» и растущий вместе с его четырьмя другими братьями, он пытается «найти себя» и справиться с конфликтом между развивающейся нетрадиционной ориентацией и желанием угодить своему строгому, темпераментному и консервативному отцу. Парень испытывает неприязнь по отношению к старшему брату-наркоману Раймону, с которым у него часто возникают конфликты. Набожная мать Зака гордится тем фактом, что сын родился в один день с Иисусом. Она убеждена, что в том числе и благодаря этому совпадению, Зак обладает даром исцелять и излечивать. Сам же парень не в восторге от своих «чудесных» способностей. И все же он старается угодить родителям, особенно отцу, мечтающему вырастить своих сыновей «настоящими мужиками, а не бабами». Постепенно Зак понимает, что идеальный сын из него не получается. Бросив всё, он отправляется в Иерусалим, где ведёт гомосексуальный образ жизни. Едва не погибнув в пустыне, Захари возвращается домой.
Одной из тем фильма является затухание влияния Католической церкви Квебека на общество во время Тихой революции.

## Премьера
Премьерный показ фильма состоялся в Квебеке 27 мая 2005 года и был разрешён к показу только детям старше тринадцати лет.

## Музыка
Эпизодическая музыка — это важный элемент фильма, и значительная часть его бюджета была потрачена на приобретение прав на песни Пэтси Клайн, Pink Floyd, Rolling Stones, песню Дэвида Боуи «Space Oddity» и множество других.
Песня Шарля Азнавура «Emmenez-moi» повторяется снова и снова во время фильма, часто в исполнении отца Зака. Он также поёт другую песню Азнавура — «Hier encore» — во время празднования двадцатилетия Зака.

## Кассовые сборы и награды
«C.R.A.Z.Y.» был хитом кассовых сборов по стандартам сравнительно маленького спроса Квебека, он собрал 6 млн. 200 тыс. канадских долларов. По мнению критиков это было очень неплохо.
На 26 премии «Джини» канадского кино фильм выиграл 11 из 13 наград, а также он выиграл несколько номинаций на премии «Prix Jutra» квебекского кино. «C.R.A.Z.Y.» победил на нескольких международных кинофестивалях. Он также был выдвинут Канадой на семьдесят восьмую премию «Оскар» в номинации «Лучший фильм на иностранном языке», но так и не был номинирован.

### Список наград
- Maine International Film Festival, 2007: Победитель, Приз Зрительских Симпатий.
- Prix Jutra, 2006: Лучший Фильм, Лучший Режиссёр, Лучшая Мужская Роль, Лучший Актёр Второго Плана, Лучшая Актриса Второго Плана, Лучший Сценарий, Лучшая Операторская Работа, Лучший Монтаж, Лучшая работа Художника-Постановщика, Лучший Дизайн Костюмов, Лучший Звук, Лучший Грим, Лучшие Прически, Самый Большой Кассовый Сбор, Самый Известный Фильм За Пределами Квебека.
- Джини, 2006: Лучший кинофильм, Успех В Художественной Постановке/Художественном Дизайне, Успех В Дизайне Костюмов, Успех в Режиссуре, Успех в Монтаже, Лучшая Мужская Роль, Лучшая Актриса Второго Плана, Успех в Монтаже Звука, Оригинальный Сценарий.
- Toronto International Film Festival, 2005: Награда Торонто За Лучший Художественный Фильм Канады.
- Gijon international film festival (Испания), 2005: Награда Младшего Жюри (лучший фильм), Лучший Режиссёр (Жан-Марк Валли), Лучший Сценарий (Франсуа Булай), Лучший Художник-Постановщик (Patrice Bricault-Vermette).
- Atlantic Film Festival, 2005: Лучший Канадский Художественный Фильм.
- AFI Fest (Los Angeles), 2005: Приз Зрительских Симпатий За Лучший Фильм.
- Marrakech film festival (Марокко), 2005: Приз Жюри.
- Venice Film Festival (Италия), 2005: Номинант.

## В ролях
| Актёр              | Роль                   |
| ------------------ | ---------------------- |
| Мишель Коте        | Жерве Болье (отец)     |
| Марк-Андре Гронден | Захари Болье           |
| Даниель Пру        | Лаурианна Болье (мать) |
| Пьер-Люк Бриллан   | Раймон Болье           |
| Алекс Гравель      | Энтони Болье           |
| Максим Трамбле     | Кристиан Болье         |
| Марилуп Вульф      | Брижитта               |
| Франсис Дюшарм     | Пол                    |